# دار النشر أولستاين

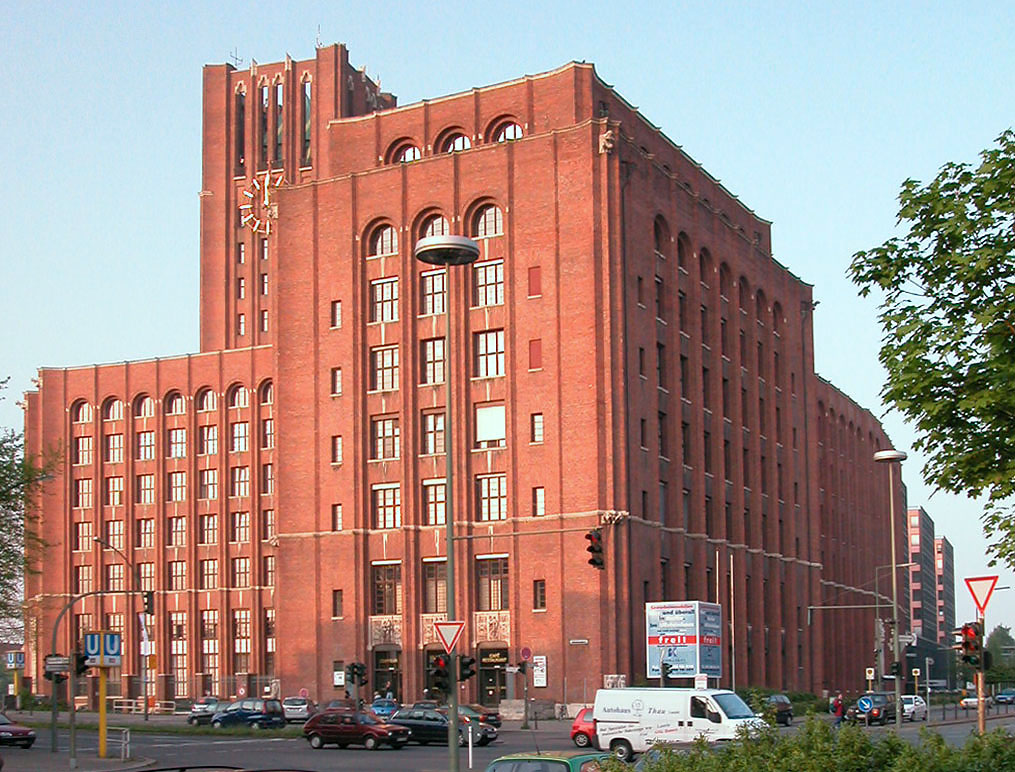
Ullsteinhaus, Berlin-Tempelhof

دار النشر أولستاين هي شركة نشر ألمانية تأسست من قبل ليوبولد أولستاين في عام 1877 في برلين، وهي واحدة من أكبر شركات النشر في ألمانيا. ونشرت الصحف مثل B.Z. وبرلينر مورجنبوست والكتب من خلال شركاتها التابعة. 
اتخذ فرع نشر الصحف عليها من قبل أكسل سبرينغر AG في عام 1956.